# 排山倒海
《排山倒海》（英語：There You'll Be）是美國鄉村流行樂歌手費絲·希爾所錄製的情歌。收錄在同名專輯有你相依